# Wereldkampioenschap handbal mannen 2009
Het 21ste wereldkampioenschap handbal voor mannen vond plaats van 16 januari tot 1 februari 2009 in Kroatië. 24 nationale teams speelden in 7 steden om de wereldtitel. Het toernooi werd gewonnen door Frankrijk, dat voor de derde maal de wereldtitel behaalde. In de finale werd gastland Kroatië verslagen.

## Gekwalificeerde teams
Geplaatst voor het WK zijn:
- Gastland  Kroatië
- Wereldkampioen 2007  Duitsland
- Afrika; top 3 Afrikaans kampioenschap 2008:  Egypte,  Tunesië en  Algerije.
- Amerika; top 3 Amerikaans kampioenschap 2008:  Brazilië,  Argentinië en  Cuba.
- Azië; top 3 Aziatisch kampioenschap 2008:  Zuid-Korea,  Koeweit en  Saoedi-Arabië.
- Oceanië; winnaar van het Oceanisch kwalificatietoernooi:  Australië.
- Europa; top 3 Europees kampioenschap 2008:  Denemarken,  Frankrijk en  Zweden.
- Europa; 9 winnaars via kwalificatie play-offs:

| Tweekamp                          | Totaal | 1e wedstrijd | 2e wedstrijd |
| --------------------------------- | ------ | ------------ | ------------ |
| Slovenië – Slowakije              | 62–63  | 33–33        | 29–30        |
| Spanje – Griekenland              | 63–56  | 32–24        | 31–32        |
| Noorwegen – Oekraïne              | 61–52  | 29–22        | 32–30        |
| Wit-Rusland – Rusland             | 56–60  | 26–26        | 30–34        |
| Montenegro – Roemenië             | 55–56  | 31–27        | 24–29        |
| Tsjechië – Servië                 | 62–62  | 38–33        | 24–29        |
| Polen – Zwitserland               | 54–48  | 32–24        | 22–24        |
| Hongarije – Bosnië en Herzegovina | 54–49  | 27–25        | 27–24        |
| Macedonië – IJsland               | 58–56  | 34–26        | 24-30        |

## Voorronde

### Groep A
De wedstrijden in deze groep vonden plaats in Osijek.
| Datum      | Land       | Score   | Land       |
| ---------- | ---------- | ------- | ---------- |
| 17 januari | Slowakije  | 27 – 25 | Argentinië |
| 17 januari | Hongarije  | 41 – 17 | Australië  |
| 17 januari | Frankrijk  | 31 – 21 | Roemenië   |
| 18 januari | Australië  | 12 – 47 | Slowakije  |
| 18 januari | Roemenië   | 27 – 30 | Hongarije  |
| 18 januari | Argentinië | 26 – 33 | Frankrijk  |
| 19 januari | Roemenië   | 30 – 26 | Argentinië |
| 19 januari | Hongarije  | 24 – 24 | Slowakije  |
| 19 januari | Frankrijk  | 42 – 11 | Australië  |
| 21 januari | Australië  | 20 – 40 | Roemenië   |
| 21 januari | Hongarije  | 31 – 20 | Argentinië |
| 21 januari | Slowakije  | 26 – 35 | Frankrijk  |
| 22 januari | Argentinië | 36 – 16 | Australië  |
| 22 januari | Slowakije  | 28 – 23 | Roemenië   |
| 22 januari | Frankrijk  | 27 – 22 | Hongarije  |

| Groep A |            |             |             |             |             |            |            |            |        |
| #       | Land       | Wedstrijden | Wedstrijden | Wedstrijden | Wedstrijden | Doelpunten | Doelpunten | Doelpunten | Punten |
| #       | Land       | G           | W           | G           | V           | V          | T          | Saldo      | Punten |
| 1       | Frankrijk  | 5           | 5           | 0           | 0           | 168        | 106        | +62        | 10     |
| 2       | Slowakije  | 5           | 3           | 1           | 1           | 152        | 119        | +33        | 7      |
| 3       | Hongarije  | 5           | 3           | 1           | 1           | 148        | 115        | +33        | 7      |
| 4       | Roemenië   | 5           | 2           | 0           | 3           | 141        | 135        | +6         | 4      |
| 5       | Argentinië | 5           | 1           | 0           | 4           | 133        | 137        | -4         | 2      |
| 6       | Australië  | 5           | 0           | 0           | 5           | 76         | 206        | -130       | 0      |

### Groep B
De wedstrijden in deze groep vonden plaats in Split.
| Datum      | Land       | Score   | Land       |
| ---------- | ---------- | ------- | ---------- |
| 16 januari | Kroatië    | 27 – 26 | Zuid-Korea |
| 17 januari | Spanje     | 47 – 17 | Koeweit    |
| 17 januari | Zweden     | 41 – 14 | Cuba       |
| 18 januari | Cuba       | 20 – 45 | Spanje     |
| 18 januari | Zuid-Korea | 25 – 31 | Zweden     |
| 18 januari | Koeweit    | 21 – 40 | Kroatië    |
| 19 januari | Zuid-Korea | 34 – 19 | Koeweit    |
| 19 januari | Zweden     | 34 – 30 | Spanje     |
| 19 januari | Kroatië    | 41 – 20 | Cuba       |
| 21 januari | Cuba       | 26 – 31 | Zuid-Korea |
| 21 januari | Zweden     | 30 – 19 | Koeweit    |
| 21 januari | Spanje     | 22 – 32 | Kroatië    |
| 22 januari | Koeweit    | 23 – 26 | Cuba       |
| 22 januari | Spanje     | 23 – 24 | Zuid-Korea |
| 22 januari | Kroatië    | 30 – 26 | Zweden     |

| Groep B |            |             |             |             |             |            |            |            |        |
| #       | Land       | Wedstrijden | Wedstrijden | Wedstrijden | Wedstrijden | Doelpunten | Doelpunten | Doelpunten | Punten |
| #       | Land       | G           | W           | G           | V           | V          | T          | Saldo      | Punten |
| 1       | Kroatië    | 5           | 5           | 0           | 0           | 170        | 115        | +55        | 10     |
| 2       | Zweden     | 5           | 4           | 0           | 1           | 162        | 118        | +44        | 8      |
| 3       | Zuid-Korea | 5           | 3           | 0           | 2           | 140        | 126        | +14        | 6      |
| 4       | Spanje     | 5           | 2           | 0           | 3           | 167        | 127        | +40        | 4      |
| 5       | Cuba       | 5           | 1           | 0           | 4           | 106        | 181        | -75        | 2      |
| 6       | Koeweit    | 5           | 0           | 0           | 5           | 99         | 177        | -78        | 0      |

### Groep C
De wedstrijden in deze groep vonden plaats in Varaždin.
| Datum      | Land      | Score   | Land      |
| ---------- | --------- | ------- | --------- |
| 17 januari | Polen     | 39 – 22 | Algerije  |
| 17 januari | Duitsland | 26 – 26 | Rusland   |
| 17 januari | Macedonië | 24 – 25 | Tunesië   |
| 18 januari | Algerije  | 19 – 32 | Macedonië |
| 18 januari | Tunesië   | 24 – 26 | Duitsland |
| 18 januari | Rusland   | 22 – 24 | Polen     |
| 19 januari | Polen     | 29 – 30 | Macedonië |
| 19 januari | Duitsland | 32 – 20 | Algerije  |
| 19 januari | Rusland   | 36 – 31 | Tunesië   |
| 21 januari | Algerije  | 28 – 29 | Rusland   |
| 21 januari | Macedonië | 23 – 33 | Duitsland |
| 21 januari | Polen     | 31 – 27 | Tunesië   |
| 22 januari | Macedonië | 36 – 30 | Rusland   |
| 22 januari | Duitsland | 30 – 23 | Polen     |
| 22 januari | Tunesië   | 36 – 25 | Algerije  |

| Groep C |           |             |             |             |             |            |            |            |        |
| #       | Land      | Wedstrijden | Wedstrijden | Wedstrijden | Wedstrijden | Doelpunten | Doelpunten | Doelpunten | Punten |
| #       | Land      | G           | W           | G           | V           | V          | T          | Saldo      | Punten |
| 1       | Duitsland | 5           | 4           | 1           | 0           | 147        | 116        | +31        | 9      |
| 2       | Macedonië | 5           | 3           | 0           | 2           | 145        | 136        | +9         | 6      |
| 3       | Polen     | 5           | 3           | 0           | 2           | 146        | 131        | +15        | 6      |
| 4       | Rusland   | 5           | 2           | 1           | 2           | 143        | 145        | -2         | 5      |
| 5       | Tunesië   | 5           | 2           | 0           | 3           | 143        | 142        | +1         | 4      |
| 6       | Algerije  | 5           | 0           | 0           | 5           | 114        | 168        | -54        | 0      |

### Groep D
De wedstrijden in deze groep vonden plaats in Poreč.
| Datum      | Land          | Score   | Land          |
| ---------- | ------------- | ------- | ------------- |
| 17 januari | Noorwegen     | 39 – 23 | Saoedi-Arabië |
| 17 januari | Egypte        | 22 – 30 | Servië        |
| 17 januari | Denemarken    | 40 – 27 | Brazilië      |
| 18 januari | Brazilië      | 21 – 39 | Noorwegen     |
| 18 januari | Saoedi-Arabië | 18 – 26 | Egypte        |
| 18 januari | Servië        | 36 – 37 | Denemarken    |
| 19 januari | Brazilië      | 32 – 30 | Servië        |
| 19 januari | Noorwegen     | 30 – 20 | Egypte        |
| 19 januari | Denemarken    | 32 – 13 | Saoedi-Arabië |
| 21 januari | Saoedi-Arabië | 24 – 26 | Brazilië      |
| 21 januari | Noorwegen     | 26 – 27 | Servië        |
| 21 januari | Egypte        | 17 – 26 | Denemarken    |
| 22 januari | Servië        | 38 – 29 | Saoedi-Arabië |
| 22 januari | Egypte        | 25 – 22 | Brazilië      |
| 22 januari | Denemarken    | 32 – 28 | Noorwegen     |

| Groep D |               |             |             |             |             |            |            |            |        |
| #       | Land          | Wedstrijden | Wedstrijden | Wedstrijden | Wedstrijden | Doelpunten | Doelpunten | Doelpunten | Punten |
| #       | Land          | G           | W           | G           | V           | V          | T          | Saldo      | Punten |
| 1       | Denemarken    | 5           | 5           | 0           | 0           | 167        | 121        | +46        | 10     |
| 2       | Servië        | 5           | 3           | 0           | 2           | 161        | 146        | +15        | 6      |
| 3       | Noorwegen     | 5           | 3           | 0           | 2           | 162        | 123        | +39        | 6      |
| 4       | Egypte        | 5           | 2           | 0           | 3           | 110        | 126        | -16        | 4      |
| 5       | Brazilië      | 5           | 2           | 0           | 3           | 128        | 158        | -30        | 4      |
| 6       | Saoedi-Arabië | 5           | 0           | 0           | 5           | 107        | 161        | -54        | 0      |

## Presidents-Cup (13e-24e plaats)
De onderlinge resultaten uit de voorronde telden mee in voor de Presidents-Cup.

### Groep PC-I
De wedstrijden in deze groep vonden plaats in Pula.
| Datum      | Land       | Score   | Land       |
| ---------- | ---------- | ------- | ---------- |
| 24 januari | Argentinië | 26 – 25 | Koeweit    |
| 24 januari | Australië  | 10 – 42 | Spanje     |
| 24 januari | Roemenië   | 39 – 28 | Cuba       |
| 25 januari | Spanje     | 31 – 19 | Argentinië |
| 25 januari | Koeweit    | 27 – 34 | Roemenië   |
| 25 januari | Cuba       | 27 – 17 | Australië  |
| 26 januari | Australië  | 24 – 27 | Koeweit    |
| 26 januari | Argentinië | 30 – 23 | Cuba       |
| 26 januari | Roemenië   | 32 – 40 | Spanje     |

| Groep PC-I |            |             |             |             |             |            |            |            |        |
| #          | Land       | Wedstrijden | Wedstrijden | Wedstrijden | Wedstrijden | Doelpunten | Doelpunten | Doelpunten | Punten |
| #          | Land       | G           | W           | G           | V           | V          | T          | Saldo      | Punten |
| 1          | Spanje     | 5           | 5           | 0           | 0           | 205        | 98         | +107       | 10     |
| 2          | Roemenië   | 5           | 4           | 0           | 1           | 175        | 141        | +34        | 8      |
| 3          | Argentinië | 5           | 3           | 0           | 2           | 137        | 125        | +12        | 6      |
| 4          | Cuba       | 5           | 2           | 0           | 3           | 124        | 154        | -30        | 4      |
| 5          | Koeweit    | 5           | 0           | 0           | 4           | 119        | 157        | -38        | 2      |
| 6          | Australië  | 5           | 0           | 0           | 5           | 87         | 172        | -85        | 0      |

### Groep PC-II
De wedstrijden in deze groep vonden plaats in Poreč.
| Datum      | Land          | Score   | Land          |
| ---------- | ------------- | ------- | ------------- |
| 24 januari | Tunesië       | 28 – 21 | Saoedi-Arabië |
| 24 januari | Algerije      | 28 – 22 | Egypte        |
| 24 januari | Rusland       | 25 – 22 | Brazilië      |
| 25 januari | Egypte        | 31 – 30 | Tunesië       |
| 25 januari | Saoedi-Arabië | 15 – 34 | Rusland       |
| 25 januari | Brazilië      | 28 – 29 | Algerije      |
| 26 januari | Algerije      | 30 – 27 | Saoedi-Arabië |
| 26 januari | Tunesië       | 34 – 33 | Brazilië      |
| 26 januari | Rusland       | 27 – 31 | Egypte        |

| Groep PC-II |               |             |             |             |             |            |            |            |        |
| #           | Land          | Wedstrijden | Wedstrijden | Wedstrijden | Wedstrijden | Doelpunten | Doelpunten | Doelpunten | Punten |
| #           | Land          | G           | W           | G           | V           | V          | T          | Saldo      | Punten |
| 1           | Egypte        | 5           | 4           | 0           | 1           | 135        | 125        | +10        | 8      |
| 2           | Rusland       | 5           | 4           | 0           | 1           | 151        | 127        | +24        | 8      |
| 3           | Tunesië       | 5           | 3           | 0           | 2           | 159        | 146        | +13        | 6      |
| 4           | Algerije      | 5           | 3           | 0           | 2           | 140        | 142        | -2         | 6      |
| 5           | Brazilië      | 5           | 1           | 0           | 4           | 131        | 137        | -6         | 2      |
| 6           | Saoedi-Arabië | 5           | 0           | 0           | 5           | 105        | 144        | -39        | 0      |

## Hoofdronde
De onderlinge resultaten uit de voorronde telden mee in voor de hoofdronde.

### Groep I
De wedstrijden in deze groep vonden plaats in Zagreb.
| Datum      | Land       | Score   | Land       |
| ---------- | ---------- | ------- | ---------- |
| 24 januari | Slowakije  | 23 – 20 | Zuid-Korea |
| 24 januari | Frankrijk  | 28 – 21 | Zweden     |
| 24 januari | Hongarije  | 22 – 27 | Kroatië    |
| 25 januari | Zweden     | 30 – 31 | Hongarije  |
| 25 januari | Zuid-Korea | 21 – 30 | Frankrijk  |
| 25 januari | Kroatië    | 31 – 25 | Slowakije  |
| 27 januari | Hongarije  | 28 – 27 | Zuid-Korea |
| 27 januari | Slowakije  | 26 – 27 | Zweden     |
| 27 januari | Frankrijk  | 19 – 22 | Kroatië    |

| Groep I |            |             |             |             |             |            |            |            |        |
| #       | Land       | Wedstrijden | Wedstrijden | Wedstrijden | Wedstrijden | Doelpunten | Doelpunten | Doelpunten | Punten |
| #       | Land       | G           | W           | G           | V           | V          | T          | Saldo      | Punten |
| 1       | Kroatië    | 5           | 5           | 0           | 0           | 137        | 118        | +19        | 10     |
| 2       | Frankrijk  | 5           | 4           | 0           | 1           | 139        | 112        | +27        | 8      |
| 3       | Hongarije  | 5           | 2           | 1           | 2           | 127        | 135        | -8         | 5      |
| 4       | Zweden     | 5           | 2           | 0           | 3           | 135        | 140        | -5         | 4      |
| 5       | Slowakije  | 5           | 1           | 1           | 3           | 124        | 137        | -13        | 3      |
| 6       | Zuid-Korea | 5           | 0           | 0           | 5           | 119        | 139        | -20        | 0      |

### Groep II
De wedstrijden in deze groep vonden plaats in Zadar.
| Datum      | Land       | Score   | Land       |
| ---------- | ---------- | ------- | ---------- |
| 24 januari | Macedonië  | 27 – 29 | Noorwegen  |
| 24 januari | Duitsland  | 35 – 35 | Servië     |
| 24 januari | Polen      | 32 – 28 | Denemarken |
| 25 januari | Servië     | 23 – 35 | Polen      |
| 25 januari | Noorwegen  | 25 – 24 | Duitsland  |
| 25 januari | Denemarken | 32 – 24 | Macedonië  |
| 27 januari | Macedonië  | 28 – 32 | Servië     |
| 27 januari | Duitsland  | 25 – 27 | Denemarken |
| 27 januari | Polen      | 31 – 30 | Noorwegen  |

| Groep II |            |             |             |             |             |            |            |            |        |
| #        | Land       | Wedstrijden | Wedstrijden | Wedstrijden | Wedstrijden | Doelpunten | Doelpunten | Doelpunten | Punten |
| #        | Land       | G           | W           | G           | V           | V          | T          | Saldo      | Punten |
| 1        | Denemarken | 5           | 4           | 0           | 1           | 156        | 145        | +11        | 8      |
| 2        | Polen      | 5           | 3           | 0           | 2           | 150        | 141        | +9         | 6      |
| 3        | Duitsland  | 5           | 2           | 1           | 2           | 147        | 133        | +14        | 5      |
| 4        | Servië     | 5           | 2           | 1           | 2           | 153        | 161        | -8         | 5      |
| 5        | Noorwegen  | 5           | 2           | 0           | 3           | 138        | 141        | -3         | 4      |
| 6        | Macedonië  | 5           | 1           | 0           | 4           | 132        | 155        | -23        | 2      |

## Plaatsingswedstrijden (5e-24e plaats)

### 23e/24e plaats
Deze wedstrijd is gespeeld in Pula.
| Datum      | Land      | Score   | Land          |
| ---------- | --------- | ------- | ------------- |
| 27 januari | Australië | 19 – 23 | Saoedi-Arabië |

### 21e/22e plaats
Deze wedstrijd is gespeeld in Poreč.
| Datum      | Land    | Score   | Land     |
| ---------- | ------- | ------- | -------- |
| 27 januari | Koeweit | 24 – 27 | Brazilië |

### 19e/20e plaats
Deze wedstrijd is gespeeld in Pula.
| Datum      | Land | Score   | Land     |
| ---------- | ---- | ------- | -------- |
| 27 januari | Cuba | 27 – 34 | Algerije |

### 17e/18e plaats
Deze wedstrijd is gespeeld in Poreč.
| Datum      | Land       | Score   | Land    |
| ---------- | ---------- | ------- | ------- |
| 27 januari | Argentinië | 23 – 29 | Tunesië |

### 15e/16e plaats
Deze wedstrijd is gespeeld in Pula.
| Datum      | Land     | Score   | Land    |
| ---------- | -------- | ------- | ------- |
| 27 januari | Roemenië | 42 – 38 | Rusland |

### 13e/14e plaats
Deze wedstrijd is gespeeld in Poreč.
| Datum      | Land   | Score   | Land   |
| ---------- | ------ | ------- | ------ |
| 27 januari | Spanje | 28 – 24 | Egypte |

### 11e/12e plaats
Deze wedstrijd is gespeeld in Zagreb.
| Datum      | Land       | Score   | Land      |
| ---------- | ---------- | ------- | --------- |
| 29 januari | Zuid-Korea | 31 – 32 | Macedonië |

### 9e/10e plaats
Deze wedstrijd is gespeeld in Zagreb.
| Datum      | Land      | Score   | Land      |
| ---------- | --------- | ------- | --------- |
| 29 januari | Slowakije | 27 – 34 | Noorwegen |

### 7e/8e plaats
Deze wedstrijd is gespeeld in Zagreb.
| Datum      | Land   | Score   | Land   |
| ---------- | ------ | ------- | ------ |
| 29 januari | Zweden | 37 – 29 | Servië |

### 5e/6e plaats
Deze wedstrijd is gespeeld in Zagreb.
| Datum      | Land      | Score   | Land      |
| ---------- | --------- | ------- | --------- |
| 29 januari | Hongarije | 25 – 28 | Duitsland |

## Halve finales
Deze wedstrijden zijn gespeeld in Split en Zagreb.
| Datum      | Land       | Score   | Land      |
| ---------- | ---------- | ------- | --------- |
| 30 januari | Denemarken | 22 – 27 | Frankrijk |
| 30 januari | Kroatië    | 29 – 23 | Polen     |

## Bronzen finale
Deze wedstrijd is gespeeld in Zagreb.
| Datum      | Land       | Score   | Land  |
| ---------- | ---------- | ------- | ----- |
| 1 februari | Denemarken | 23 – 31 | Polen |

## Finale
Deze wedstrijd is gespeeld in Zagreb.
| Datum      | Land      | Score   | Land    |
| ---------- | --------- | ------- | ------- |
| 1 februari | Frankrijk | 24 – 19 | Kroatië |

## Eindrangschikking
| Goud   | Frankrijk     |
| Zilver | Kroatië       |
| Brons  | Polen         |
| 4      | Denemarken    |
| 5      | Duitsland     |
| 6      | Hongarije     |
| 7      | Zweden        |
| 8      | Servië        |
| 9      | Noorwegen     |
| 10     | Slowakije     |
| 11     | Macedonië     |
| 12     | Zuid-Korea    |
| 13     | Spanje        |
| 14     | Egypte        |
| 15     | Roemenië      |
| 16     | Rusland       |
| 17     | Tunesië       |
| 18     | Argentinië    |
| 19     | Algerije      |
| 20     | Cuba          |
| 21     | Brazilië      |
| 22     | Koeweit       |
| 23     | Saoedi-Arabië |
| 24     | Australië     |

| 2009 Wereldkampioen mannen · Frankrijk · 3e titel Selectie: Jérôme Fernandez, Didier Dinart, Guillaume Gille, Daniel Narcisse, Daouda Karaboué, Guillaume Joli, Nikola Karabatić, Christophe Kempé, Franck Junillon, Thierry Omeyer, Joël Abati, Luc Abalo, Cédric Sorhaindo, Michaël Guigou, Sébastien Ostertag en Sébastien Bosquet. · Bondscoach: Claude Onesta. |

### All-Star Team
- Keeper:  Thierry Omeyer
- Linkerhoek:  Michaël Guigou
- Linkeropbouw:  Blaženko Lacković
- Middenopbouw:  Nikola Karabatić
- Cirkelloper:  Igor Vori
- Rechteropbouw:  Marcin Lijewski
- Rechterhoek:  Ivan Čupić

### Beste speler
- Most Valuable Player:  Igor Vori